# Lista över naturreservat i Kronobergs län
Detta är en lista över naturreservat i Kronobergs län, sorterade efter kommun.

## Alvesta kommun
- Agnäs
- Bjurkärr
- Björnholmarnas naturreservat
- Brotorpabäck
- Fiolenområdet
- Förebergsåsen
- Hakatorp
- Hunnaskogen
- Husebymaden
- Kroxnäs
- Osby Offerlund
- Ringshults naturreservat
- Sjöatorp
- Taglamyren
- Torne Bokskog
- Västra Åsnens övärld

## Lessebo kommun
- Lövsjö ängar
- Skärgöl
- Stocksmyr-Brännan
- Tiafly
- Tikaskruv
- Visjön

## Ljungby kommun
- Bräkentorpsåsen
- Byvärma
- Fagerhult
- Flattinge åsar
- Flymossen
- Färjansö-Långö
- Granhultsberget
- Gässhultsmyrens naturreservat
- Gölsjömyren
- Horsnäsamossen
- Hunnsbergets naturreservat
- Hässlebacken
- Hästhultskogen
- Jättaberget
- Lidhultsåsen
- Luberydsmossen
- Långhults naturreservat
- Marsholm
- Målaskogsberg
- Norrnäs udde
- Nöttja bokskog
- Nöttja ryaskog
- Nöttja urskog
- Prosteköp
- Prästeboda
- Ramsås huvud
- Rocknenområdet
- Ronamossen/Klockesjömyren
- Råön
- Rönnö naturreservat (Kronobergs län)
- Skilsnäs naturreservat (Kronobergs län)
- Skälhult
- Sundranäs
- Svartebro
- Toftaholm
- Ushult
- Vedåsa
- Yxkullsund
- Årshultsmyren

## Markaryds kommun
- Ekön
- Hannabadsåsen
- Lineberg
- Rönnö naturreservat (Kronobergs län)

## Tingsryds kommun
- Ekefors naturreservat
- Fridafors naturreservat
- Förarms naturreservat
- Grytö naturreservat
- Grönviks naturreservat
- Hackekvarns naturreservat
- Hensjönäsets naturreservat
- Hunshults naturreservat
- Hyllesbolsö
- Kinnanäs naturreservat
- Korrö naturreservat
- Ljuva mons naturreservat
- Lunnabackens naturreservat
- Långö naturreservat
- Midingsbråte naturreservat
- Näsens naturreservat
- Ramsö naturreservat
- Stenfors naturreservat
- Sydvästra Sirköns naturreservat
- Toftåsa myrs naturreservat
- Utnäsuddens övärld
- Västra Åsnens övärld
- Ålshults naturreservat
- Älganäs naturreservat
- Äskekulla naturreservat

## Uppvidinge kommun
- Berga fly
- Bockaskruv
- Ekhorva
- Fagraholms fly
- Getaryggarna
- Hedasjön
- Hinkaryd
- Horshaga fly naturreservat
- Ideboås
- Krokstorps naturreservat
- Kärngölsområdet
- Libbhults ängar
- Ravinen
- Singelstorps fly
- Skäraskog
- Soldatmossen
- Stocksmyr-Brännan
- Storasjöområdet
- Vithult
- Våraskruv
- Änghults björkhage
- Ösjöbol

## Växjö kommun
- Araby naturreservat
- Asa naturreservat
- Bokhultets naturreservat
- Braås park
- Dragsåsens naturreservat
- Evedalsåsens naturreservat
- Fiolenområdet
- Fylleryds naturreservat
- Galtö naturreservat
- Grevaryds ängs naturreservat
- Gårdsby och Hemmesjö bökeskog
- Hanefors naturreservat
- Helgö naturreservat
- Hissö
- Hovshaga naturreservat
- Hågeryds naturreservat
- Jägaregaps naturreservat
- Kronobergs naturreservat
- Kråketorpsskogen
- Lundens naturreservat
- Notteryds naturreservat
- Osaby naturreservat
- Prästnäsets naturreservat
- Risinge bökeskog
- Sjösåsa näs naturreservat
- Sjösås äng
- Skårtaryds urskog
- Skälsnäs
- Teleborgs naturreservat
- Utnäsuddens övärld

## Älmhults kommun
- Göteryd
- Hallaböke
- Hökhult
- Höö
- Kronan naturreservat
- Möckelsnäs
- Siggaboda
- Spåningsrås naturreservat
- Stenbrohult
- Stockanäs
- Taxås
- Vakö myr (Småland)
- Östra Tångarne